# شيلاناوي (سقز)
قرية شيلاناوي (بالكردية: شیلاناوی) هي إحدى القرى التابعة لـترجان في ريف قسم مركزي من مقاطعة سقز، في محافظة كردستان الإيرانية.

## السكان
حسب إحصاءات سنة 2006، بلغ إجمالي السكان في شيلاناوي 107 نسمة وعدد المساكن 20 مسكن. لغة سكان شيلاناوي هي اللغة الكردية و هم من أهل السنة والجماعة والمذهب الشافعي.